# إزيكييل فيدال
إزيكييل فيدال (بالإسبانية: Ezequiel Vidal)‏ (2 أغسطس 1995 بباهيا بلانكا في الأرجنتين - ) هو لاعب كرة قدم أرجنتيني في مركز مهاجم ‏. لعب مع نادي ديلفين.

## وصلات خارجية
- إزيكييل فيدال على موقع قاعدة بيانات كرة القدم.إي يو (الإنجليزية)
- إزيكييل فيدال على موقع Soccerway.com (الإنجليزية)